# 2. Zagrebačka nogometna liga 1978./79.
2. Zagrebačka liga bila je liga 6. stupnja nogometnog prvenstva Jugoslavije za sezonu 1978./79. i bila je podijeljena u tri zasebne lige: Centar, Zapad i Istok. U svakoj je nastupilo 14 klubova, a odigrano je 26 kola.

## Centar

### Ljestvica
| mj. | klub                          | ut. | pob. | ner. | por. | gol+ | gol- | bod |
| --- | ----------------------------- | --- | ---- | ---- | ---- | ---- | ---- | --- |
| 1. | Retkovec Zagreb               | 25  | 18   | 5    | 2    | 56   | 23   | 41  |
| 2. | Maksimir Zagreb               | 26  | 19   | 4    | 3    | 64   | 22   | 42  |
| 3. | Jedinstvo Dugo Selo           | 25  | 13   | 5    | 7    | 49   | 37   | 31  |
| 4. | ZET Zagreb                    | 24  | 12   | 4    | 8    | 41   | 35   | 28  |
| 5. | Borac Zagreb                  | 25  | 11   | 6    | 8    | 51   | 43   | 28  |
| 6. | Sljeme Sesvete                | 26  | 11   | 6    | 9    | 44   | 37   | 28  |
| 7. | Pekarski Zagreb               | 25  | 12   | 4    | 9    | 39   | 35   | 28  |
| 8. | Naftaplin Zagreb              | 25  | 9    | 7    | 9    | 38   | 29   | 25  |
| 9. | Studentski grad Zagreb        | 25  | 6    | 5    | 14   | 40   | 60   | 17  |
| 10. | Gredelj Zagreb                | 24  | 6    | 5    | 13   | 43   | 60   | 17  |
| 11. | Cestogradnja Zagreb           | 25  | 5    | 7    | 13   | 40   | 51   | 17  |
| 12. | Kašina                        | 24  | 6    | 4    | 15   | 32   | 60   | 16  |
| 13. | Novi Zagreb                   | 24  | 5    | 7    | 12   | 34   | 54   | 17  |
| 14. | Budućnost Sesvetski Kraljevec | 25  | 4    | 5    | 16   | 27   | 62   | 13  |
| |                               |     |      |      |      |      |      |     |
| Zbog nedostatka podataka ishodi odredenog broja utakmica nažalost nisu poznati. Na kraju je napisana tablica sastavljena samo od poznatih rezultata, ali uz konacni poredak (nakon 26. kola). |                               |     |      |      |      |      |      |     |

## Unutrašnje poveznice
- Prvenstva Zagrebačkog nogometnog podsaveza
- Zagrebački nogometni podsavez
- Zagrebačka nogometna zona – Sjever 1978./79.
- Zagrebačka nogometna zona – Jug 1978./79.

## Vanjske poveznice
- nk-maksimir.hr